# Peep Show (série de televisão)
Peep Show é um sitcom britânico estrelado por David Mitchell e Robert Webb. A série é escrita por Jesse Armstrong e Sam Bain, e exibida pelo Channel 4 entre 2003 e 2015, tornando-se a comédia de mais longa duração na história da emissora. Aclamada pela crítica britânica, Peep Show registrou baixa audiência ao longo de sua produção. Tornando-se cult, a série caiu no agrado do canal, que continuou renovando por nove temporadas.
Uma versão americana de série inglesa com Tommy Bartlett, Will Clinger e Dana DeLorenzo estreou no Spike em 2008.

## Enredo
O seriado conta a história de Mark (David Mitchell), um funcionário de escritório que segue uma vida meticulosa. Ele divide seu apartamento com Jeremy (Robert Webb), um homem que sonha em se tornar músico.

## Elenco
- David Mitchell ... Mark Corrigan
- Robert Webb ... Jeremy Usborne
- Olivia Colman ... Sophie Chapman
- Matt King ... Super Hans
- Neil Fitzmaurice ... Jeff Heaney